# Стоян Буров
Стоян Панайотов Буров е български езиковед, професор във Великотърновския университет. Работи върху въпроси на българската граматика, езиковата култура и лингвистичната прагматика, както и в областта на лексикографията, на обучението по български език като чужд език. Основни теоретични приноси – в областта на функционалната граматика, на теорията на семантичното взаимодействие и на теорията на категоризацията.

## Биография
Стоян Буров е роден на 29 юли 1951 г. в село Тополчане, Сливенско. Завършва българска филология във Великотърновския университет (1972 – 1976). Преподавател в Института за чуждестранни студенти в София (1976 – 1981). Аспирант на свободна подготовка във ВТУ (1978 – 1980). Лектор по български език в Института за чужди езици в Ханой (1981 – 1984). Асистент (1984 – 85), старши асистент (1985 – 87), главен асистент (1987 – 89), доцент (1989 – 2006), професор (2006) по съвременен български език във Великотърновския университет. От 1 юни 2019 г. е professor emeritus на Великотърновския университет. Почетен професор на Тверския държавен университет, Русия.
Във ВТУ чете лекционен курс по морфология на съвременния български език за студентите от филологическите специалности. Лекционни курсове по комуникативна граматика, лингвистична прагматика и теория на речевите актове за студентите в магистърски програми. Курсове по теория и методика на редактирането за студентите по журналистика и връзки с обществеността. Специализиран курс по българска лингвистична историография.
Кандидат на филологическите науки (днес – доктор) с дисертация на тема „Граматичната категория степенуване в съвременния български книжовен език“ (1982). Доктор на филологическите науки с дисертация на тема „Езикова категоризация на предметността. Граматични класове и категории на съществителното име в съвременния български език“ (2004).
Зам.-председател на Специализирания научен съвет по славянско езикознание при ВАК (2007 – 2010).
Зам.-декан по учебната работа на Педагогическия факултет на ВТУ (1987 – 1989). Декан на Филологическия факултет на ВТУ (1990 – 1994). Зам.-ректор по научноизследователската дейност на ВТУ (1994 – 1995). Ръководител на Катедрата по съвременен български език във Филологическия факултет на ВТУ (2004–2019). Зам.-ректор по учебната дейност на ВТУ (1999 – 2007 и 2015 – 2019). Поставя началото на дистанционното обучение във ВТУ.
Член-кореспондент на БАН от 2014 г.
Автор и съавтор на повече от 250 труда – монографии, учебници, речници, помагала, студии, статии и др. Трудовете му са широко цитирани и използвани в родната и задграничната славистика и българистика, рецензии за тях са публикувани в реномирани български и чужди издания.
Като декан на Филологическия факултет на ВТУ основава списание „Проглас“.

### Монографии
- 1987 – „Степените за сравнение в съвременния български език“. Библиотека „Родна реч омайна“, кн. 28. София: Народна просвета, 1987, 92 с.
- 1996 – „Форми и значение на съществителното име (С оглед предимно на категорията число)“. Библиотека „Филология“, Езикознание 6. Велико Търново: ПИК, 1996, 198 с.
- 2004 – „Познанието в езика на българите. Граматично изследване на концептуалната категоризация на предметността“. Велико Търново: Фабер, 2004, 435 с.
- 2016 – ИССЛЕДОВАНИЯ ПО ГРАММАТИКЕ СОВРЕМЕННОГО БОЛГАРСКОГО ЯЗЫКА. Тверь: Тверской государственный университет, 2016. 282 стр.
- 2019 – STUDIA GRAMMATICA BULGARICA. Велико Търново: Университетско издателство „Св. св. Кирил и Методий“, 2019. 502 стр. ISBN 978-619-208-214-7.2
- 2021 – От наследството на Българското книжовно дружество до съвременната българска лингвистика. Очерци и бележки по история на българското езикознание. В. Търново: Издателство ИВИС, 2021. 445 стр.
- 2021 – Лингвистични хоризонти. Избрани трудове. В. Търново: Издателство ИВИС, 2021. 375 стр.
- 2024 – „АХ, ТО ВАЛЯЛО!“. Густав Вайганд за адмиратива в българския език – 100 години по-късно. Нови изследвания на адмиратива в българския и в албанския език – Приносите на Густав Вайганд за българския език и българската балканистика. Велико Търново: Фабер, 2024. 363 стр. ISBN 978-619-00-1839-1 [Aвт. кол. Ст. Буров (съст.), Кр. Алексова, Л. Бурова, Г. Нинова]
- 2024 – ПОЗНАНИЕТО В ЕЗИКА НА БЪЛГАРИТЕ. Граматично изследване на концептуалната категоризация на предметността. 2. изд. Велико Търново: Фабер, 2024. 435 стр. ISBN 978-619-00-1751-6

### Учебници и учебни помагала
- 1985 – „Български език. Учебник за участниците в Летния семинар за чуждестранни българисти и слависти“. Велико Търново: Великотърновски университет „Кирил и Методий“, 1985, 218 с. (в съавторство с Русин Русинов)
  - II осн. прераб. и доп. изд. Велико Търново: Университетско издателство „Св. св. Кирил и Методий“, 1993, 296 с.
- 1993 – „Правопис и препинателни знаци. Помагало с правила и упражнения“. Велико Търново: Борба, 1993, 128 с. (в съавторство с Валентина Бонджолова; авторска част: Раздел Препинателни знаци)
  - II разширено и прераб. изд.: Правопис и препинателни знаци. Помагало с правила, упражнения и тестове. Велико Търново: Фелина, 2001, 204 с.
  - III изд. Велико Търново: Фелина, 2004, 205 с.
  - ІV изд. Велико Търново: Фелина, 2011, 205 с.
- 1993 – „Съвременен български език. Морфология. Задачи и текстове за упражнения IV-VII клас“. Велико Търново: Слово, 1993. 200 с. (в съавторство с Й. Маринова; авторски части: Строеж на думата, Съществително име, Прилагателно име, Числително име, Местоимение)
- 1997 – „Български език за чужденци. I. Основен курс по лексика и граматика“. Велико Търново: Фабер, 1997, 292 с.
  - II изд. Велико Търново: Faber, 2000, 292 с.
- 1999 – „Учебна програма по дисциплината морфология на съвременния български книжовен език. За специалност българска филология, образователно-квалификационна степен бакалавър“. Велико Търново: Университетско издателство „Св. св. Кирил и Методий“, 1999, 44 с.
- 2004 – „Нови тестове по български език за кандидат-студенти 10+“. Велико Търново: Фелина, 2004, 51 с. (в съавторство с Валентина Бонджолова)
- 2009 – „Аз говоря български. А ти? Български език за немскоезични студенти. В 2“. Пловдив: Летера, 2009, 160 с. (в съавторство с Людмила Иванова)
- 2016 – Български език за 5. клас. София: Скорпио, 2016. 156 стр. (в съавторство с П. Пехливанова, В. Сашева и Хр. Братоева).
- 2017 – Български език за 6. клас. София: Скорпио, 2017. 175 стр. (В съавт. с В. Сашева, В. Петров и Хр. Братоева).
- 2017 – Български език за 8. клас. София: Скорпио, 2017. 153 стр. (В съавт. с П. Пехливанова, Р. Йосифова и Р. Коцев).

### Съавторство в речници и енциклопедии
- 1993 – „Учебен правописен речник на българския език“. Велико Търново: Слово, 1993, 232 стр. (в съавторство с Пенка Радева; авторски части: раздел „Българските правописни норми и правила“, думите с начални букви от а до о вкл.) (До 2024 г. речникът има 31 преиздания.)
- 1994 – „Съвременен тълковен речник на българския език с илюстрации и приложения“. Велико Търново: Издателство „Елпис“, 1994, 1056 с. (в съавторство с В. Бонджолова, Мария Илиева и П. Пехливанова; авторски части: думите с начални букви а, б, в, г, е, Увод, Таблици и приложения, Част от местоименията, наречията и служебните думи)
  - II прераб. и допълнено изд.: Съвременен тълковен речник на българския език с приложения. Велико Търново: Елпис, 1995, 1392 с.
  - III изд. Велико Търново: Gaberoff, 1999/2000, 1104 с.
- 1995 – „Речник на чуждите думи в български с илюстрации и приложения“. Велико Търново: Елпис, 1995. 768 с. (в съавторство с П. Пехливанова)
- 1998 – „Малък тълковен речник на българския език“. Велико Търново: Слово, 1998. 351 с. (в съавторство с П. Пехливанова; авторски части: Повече за тълковния речник (Вместо предговор), Приложения, думите с начални букви а – е, и – т) (до 2024 г. речникът има 6 издания)
  - ІІ прераб. и доп. изд. Велико Търново: Слово, 2009.
- 1999 – „Малък речник на чуждите думи в българския език“. Велико Търново: Слово, 1999. 608 с. (в съавторство с П. Пехливанова; авторски части: думите с начални букви а, к – м, с – ф, ч – я, Подбор и обща редакция на словника, Справки за произхода на думите и система на препратките)
  - II изд. Велико Търново: Слово, 2000, 608 с.
- 2000 – „Енциклопедия на съвременния български език“. Съставители проф. Р. Русинов, проф. Ст. Георгиев. Велико Търново: ИПК „Свети Евтимий Патриарх Търновски“, 2000, 583 с.
- 2009 – „Правописен речник на българския език. За учениците от началния курс“. Велико Търново: Слово, 2009, 368 с. (в съавторство с П. Радева; авторски части: раздел „Българските правописни норми и правила“, думите с начални букви от а до о вкл.)
- 2009 – „Тълковен речник на българския език“. Велико Търново: Слово, 2009, 416 с. (в съавторство с П. Пехливанова)
- 2023 - БЪЛГАРСКО-ВИЕТНАМСКИ РЕЧНИК / TỪ ĐIỂN BUN – VIỆT. София – Велико Търново: УИ „Св. Климент Охридски“, УИ „Св. св. Кирил и Методий“, 2023. 965 стр. ISBN 978-954-07-5645-5 и 978-619-208-331-1. [Чан Тхи Мин Хоа и Стоян Буров – отговорни редактори, и в съавторство с Чан Тхи Мин Хоа, Нго Тхи Тхук, Чан Тхи Хонг Хан, Нгуен Ван Чан, Стоянка Димитрова, Пенка Пехливанова, Райна Бенева]